# ラム・バハドゥール・バムジョン
ラム・バハドゥール・バムジョン(サンスクリット語: राम बहादुर बामजान、ラテン文字表記：Ram Bahadur Bomjon、1990年4月9日 - )は、ネパールの宗教家。ブッダの再来であるとして信者の信仰を集めた。修道名はパルデン・ドルジェ(Palden Dorje)。
2024年にバムジョンは未成年者への性的暴行容疑で逮捕された。

## 仏教徒としての背景
バムジョンはタマン族であり、ヴァジュラヤーナ 仏教徒が大多数を占める。
2005年5月16日、バムジョンは瞑想を始めブッダ少年と呼ばれた。
バムジョンの話の内容はジャータカの伝説の中にある釈迦の説法に似ているため、話題になった。そのため、彼の周囲の人物らはバムジョンがブッダの生まれ変わりであると主張したが、仏教の教義上、釈迦は涅槃に入った後は生まれ変わることは無いとされている。つまり、「ブッダの生まれ変わり」はあり得ないことを意味するが、ブッダの境地に到達し、悟りを開くことが可能であるという期待が持たれた。
2005年11月8日にバムジョンは「私をブッダと呼ぶのをやめるように人々に伝えて下さい。私はブッダのエネルギーを持っていません。私はリンポチェの段階です。」と言った。リンポチェ(「如意宝珠」)はチベット仏教における教師や熟練者への尊称である。
彼は、ブッダのようになるためにはあと6年の瞑想が必要となる、と言った。
彼の信奉者によるとバムジョンはすでに菩薩であるか、そうなろうとしているのか、 完全な悟りを開く途中にいるのか、この世に生まれた全ての人々のために悟ったのかもしれない。
仏教の元祖である釈迦によると、彼以前にも多くのブッダ達が存在する。
その他の主張  では、バムジョンはブッダの歴史の中で予言されている肉体を持った弥勒菩薩なのかもしれない。
学者達はバムジョンの支持者の主張に疑いを持っている。
ネパール仏教協議会のマヒスワ・ラジ・バラカーリャは「我々は彼がブッダであるとは考えていません。彼はブッダの特質を持っていません。」と言った。
彼の母親の名前はマヤ・デヴィ・タマンといい、ブッダの母であるマヤ・デヴィと同じ名前を持つ。
彼女は自分の息子が終わりがわからない瞑想をしているのに気付いて、気絶してしまったと伝えられる。

## バラ地区での放浪
10ヶ月の瞑想の後、バムジョンは 2006年3月に行方をくらました。
何も説明が無かったため、ある人は誘拐されたと想像し、彼の信奉者は、瞑想するのにより静かな場所を探して森の奥深くに入ったと考えた。 
地域の委員会の銀行口座には600,000ルピー以上の募金が集まり、マネーロンダリングの疑いがもたれため、警察は銀行口座を凍結したが、不正が無かったことを知ると警察は彼の捜査を取りやめた。
3月19日、バムジョンの信奉者のグループは、彼が普段瞑想していた場所から約2マイル (3.2 km) 南西でバムジョンと会った。
彼らは30分ほどバムジョンと話をし、その会話の中で「この場所には平安がない」ということと、彼は6年後の2011年か、2012年頃に戻ってくると伝えた。
彼の両親に対して、心配しないように、とメッセージを残した。
2006年12月25日、バラ地区の村民がバムジョンが瞑想しているのを見付けた。
彼はジャングルの中で、身を守るために剣を持っていたため、「ゴーダマ・ブッダでさえ彼自身を守らなければならなかった」ことを思い起こさせたことと、食事は何も取らない代わりに薬草を食べていたと主張した。
バムジョンは仏教徒としてさらに6年の修行が必要であることを繰り返し伝え、人々が彼の邪魔をせず、ある程度距離を保ってくれるのであれば、彼を見に来て観察することを許可すると言った。
彼の瞑想の地への巡礼は寄付金をもたらすことに話が及ぶと、彼は寄付金が悪用されたり、商業目的で使用されることのないようにお願いした。
あらたな訪問者達が彼を一目見て祈るためにバムジョンの新しい瞑想スポットを訪れた。
2007年3月、彼は瞑想するためのより静かな場所を求めて、再びバラ地区を去った

## 穴の中での瞑想
2007年3月26日、バムジョンが地下で瞑想しているというニュースが報道された。
ニジュガード区の警察官であるラメシュウォル・ヤダヴが、四角い約2m10cmの石炭入れのような箱の中にいるバムジョンを発見した。
「彼の顔はきれいで、髪の毛はよく櫛が通っていた」とヤダヴは言った。
彼によると、その箱は全ての側面をセメントで固められて、タイルの屋根が付いていた。
バムジョンの集中的な瞑想の開始から彼の世話役をしていたインドラ・ラマによると、その箱はバムジョンの要求により準備された、と語った。
「1週間前に接見したあとで、彼は地下での瞑想を望んでいるということだったので、我々が造りました。」と彼は言った。

## ハルコーリヤのジャングルでの説法
2007年8月2日、バムジョンは南ネパールのバラ地区ハルコーリヤのジャングルで大勢の群衆に演説した。
献身的にバムジョンの世話をしてくれたナモ・ブッダ・タポバン委員会は集会を招集した。
少年の最初の説教は地元のFMラジオ放送局や委員会などが電話による招待で、人々に通知された。
バムジョンの説教を聞くために、およそ3千人の人が集まった。
このイベントのためにビデオが作られた。
ミーティングの様子を撮影した、ブロガーのアディーサ・セドハイによると、バムジョンは以下のメッセージを伝えた。
「霊性を通してのみ、あらゆる国家、民族を救う唯一の道が存在する」
バムジョンの演説内容:
殺人、暴力、強欲、怒り、誘惑が世界を絶望的な場所にしている。
人類の世界に恐ろしい嵐を引き起こしていて、これは世界を破滅へと向かわせている。
世界を救う道は一つしかなくて、それはダルマ(法)を通してのみである。
人が霊的に正しい道を歩まなければ、この絶望的な世界は確実に破壊されてしまうでしょう。
それゆえに、霊性への道を進み、このメッセージをあなたの知り合いの方々に広げて下さい。
私の瞑想を通しての使命に障害を与えたり、怒りや不信を抱かないで下さい。
私は道を示しているだけなのです。
あなたはあなた自身の道を探さなければなりません。
私が何者であるか、何をしようとしているか、日が経つにつれ顕示されるでしょう。
人類の救済、生きている全ての存在の救済と世界の平和が私の到達点であり、私の道です。
" ナモ　ブッダ　サンガヤ、ナモ　ブッダ　サンガヤ、ナモ　サンガヤ"
私は、我々が一瞬でも道から外れることなく、怒りと誘惑の感情の海から引き離し、この混沌とした世界を解き放つために熟考しています。
私は、私自身の人生への愛着や、私の家を永遠に放棄しました。
私は全ての生命を救うために働いています。
しかし、この規律の乱れた世界において、私の人生の修行はちょっとしたエンターテインメントのような意味しか持っていません。
多くのブッダ達の修練や献身は世界の改善と幸福への道を示しています。
それは本質でありながら、修行や献身について理解することはとても難しいのです。
しかし、無知の存在を導くのは簡単なことであるにもかかわらず、人間はいつかこの不確かな世界を去り、死の神と共に行かねばならないことを理解しないのです。
私たちが友人や家族に抱く執着は無という状態の中に分解されてしまうのです。
積み上げてきた富や財産などは置き去りにしないといけないのです。
私達は誕生した時から私を愛し続けてくれた、母、父、兄弟達、親戚の方々が不幸な時こそ、幸せを祈るべきなのです。
したがって全ての感覚ある存在達を救うために、私の心はブッダのようでなければならず、ヴァジュラ瞑想をするために地下の穴から出て来ました。
そのためには私は正しい道と知識を悟らなければならず、私の修行は邪魔されてはならないのです。
私の修行は私の魂と存在を、私の肉体から引き離すものです。
この局面において72の女神カリス が存在するでしょう。
他の神々も居合わせ、雷とタングールの音に沿いながら、神聖な神、女神達はプージャ(礼拝)をするでしょう。
なので、私がメッセージを伝える間、ここには来ないでいただきたい、このことを他の方々に説明して下さい。
霊的な知識と霊的なメッセージを世界中に伝えて下さい。
世界平和のメッセージを全ての人に伝えて下さい。
正しい道を求めるならば英知はあなたのものになるでしょう。
以下は2回目の演説からの抜粋：
カンチュ・スマの祈り - 全ての命ある生命のための平和と人類への霊的な繁栄のためのメッセージです。
全ての霊的探求者、聖人、宗教団体、全ての組織への敬礼します。
私が魂に人類と世界の生物達を救うように命じられた後、はかない世界を感情の海と世俗の罪から解放し、救うという約束のために私はここに残りました。
私は人類とあらゆる生命を解放するためにディアーナ(禅)の瞑想を行ってます。
全ての感覚ある存在はこの世の悲しみや痛みから解放されることを望んでいます。
しかし生まれもって、彼らは人類のように霊性を探求した後、解放されるという仕組みは準備されて無いのです。
彼らも神(起源／魂)に祈っているのです。
彼らはこの世界に存在することが彼らにとっての幸せなのです。
人類は人間性そのものとあらゆる生命体を破壊するであろう伝統を創りあげています。
宗教の名の元の殺戮、そして暴力、怒り、嫉妬、分離が今も続き、促進されています。
起源は一つなのです。
魂は一つの形しか持っていません。
全ての人々の魂は同じものであり、伝統と習慣が違うだけなのです。
常に、慈悲、思いやり、非暴力、平和への道を喜びと共に受け入れて下さい。
これが私が私たちの社会と世界中全ての市民の方々に伝えたいメッセージです。
真の霊性、真の人間の魂は常に真実を求めています。
真実への探求は人類にとって有益な唯一の道です。
とても多くの道があるのですが、混沌、強欲、執着、怒り、嫉妬は私たちの社会と人類を拘束してしまいます。
このような道のりを選択し、世界は破壊に向かって進んでいます。
そして、今がまさに世界中の市民がこのことについて考える潮時なのです。
人類は最終的に霊的な義務と社会のことを決して忘れてはならないです。
繰り返してきた殺戮、暴力、強欲、嫉妬、執着と邪悪な性質。
慈悲と思いやりの涙を流し、世界に救済の道を示しましょう。
私たちが死んだ後、再び人としての人生を取り戻すことはとても難しいことです。
多くの人は私たちは死後、輪廻転生をしないと考えます。
そうではありません、私たちは徳のある仕事を行うために人生を授かったのです。
私たちの仕事の功績によってフルーツを報酬として得られるのです。
現在、世界は三つの形により支配されています。
一つは強欲です、二つ目は怒りです、三つ目は執着と嫉妬です、これらが世界を支配しています。
全ての宗教的な伝統が変化することを願います。
全ての宗教的な人々は、慈悲の心を耕し、思いやりを持ち、非暴力を実践し、心に平和を持ち、救済の道と共に美しい世界を求めることにより、まずはじめに真実を見付けなければなりません。
私は、サムヤク・サンボーディ(正しく完全なる悟りの境地)、すなわち最終的な形が見付けられるまで、私の知恵に焦点を当て、全ての生命の救済のために熟慮と瞑想を続けます。

## 断食の功績
バムジョンは飲食による瞑想の中断を行わない。
懐疑論者は数ヶ月間の断食は証明できてないと主張する。
暗がりや夜明けなど見られていない時間帯があったためだ。
また、証拠が足りないことを理由に、そのような功績は肉体的に不可能であると主張した。
バムジョンは少なくとも日中は木の下にいることを見られていたが、彼に近づくことを誰も許可されなかった。
そのような環境において、夜に何かを食べたとしても誰もその証拠を示すことはできない。
支援者の何人かは断食に関する彼らの主張は大した問題ではなく、寒い冬やモンスーンの雨など過酷な状況下であっても毎日ほぼ動かずに同じ姿勢で座り続けることが誰もが認めるバムジョンの技量である、と信じる。
例えば、アメリカ人のライターのジョージ・サウンダースはバムジョンの元を訪れ、一晩中彼を観察し続け、夕方の堪え難いような寒さの中、心地よい洋服を着たジャーナリストと対照的に、バムジョンの完全に静止した状態を続ける様に感動したという。
2005年12月、9人の政府の政府関係者がグンジャマン・ラマに導かれてバムジョンを注意深く、48時間観察し、その間いっさいの食事と水を取らなかったことを確認した。
またこのテストの際に3メートルの距離でビデオ撮影が行われた。 ネパール政府はより注意深く研究しようと計画したが、この研究は行われなかった。
2006年、ディスカバリーチャンネルは「The Boy With Divine Powers(神の力を持った少年)」というタイトルの45分の番組を放映した。
狙いの一つとしては、4日間日夜に渡って、彼を撮影し続ける事で、バムジョンが実際に断食をやっているかを確証することだった。
2006年1月に最初の試みにおいて、撮影スタッフは針金の冊の外に滞在することを余儀なくされ、赤外線カメラの能力が充分で無かったため、ノンストップで撮影し続けたにもかかわらず、木の根もとにいるバムジョンの姿を証拠としてとらえる事ができなかった。
2度目の試みは数週間後に行われ、96時間もの間撮影したにもかかわらず、バムジョンはどのような水分も食事も取らず、身動きすらしなかった。
ディスカバリーチャンネルの司会者はこう結論づけた。「96時間の撮影の後、バムジョンは現代科学などものともせず、瞑想を続け、相変わらず生きていました。」
ドキュメンタリーの中での科学者達によると、「平均的な人は4日間飲食を絶ったら腎臓に異常を来たし、死ぬでしょう。」とのこと。(イネディアで1週間持ったというケースもあるが)
少年は4日後も脱水症状が引き起こすであろう、肉体的なダメージの兆候をまるで示さなかった。
撮影スタッフがバムジョンが座っている木の周りなどを点検したが、食べ物が隠されていることも、水分を得るためのパイプなども存在しなかった。
2008年に、カトマンドゥーにある正式な体系である、ナーガルジュナ協会のミン・バハドゥール・シャクヤは、仏教徒の聖職者はバムジョンを調査中であると表明した。

## ラタナプリのジャングルに再び現れる
2008年11月10日、バムジョンはカトマンズの南西150 km (93 mi)、ニジュガド付近のラタナプリのジャングルに再び現れ、およそ40万人の巡礼者に12日間に限り、祝福を与えた。
彼の髪は肩まで伸び、白い衣装を着ていました。
バムジョンは、彼らが持っている思いやりの心の認識を深めることと、限りなく広がる魂を通して、他の人々との関係性を持つこと、の2つの演説を行った。

## 2009年のガディマイ・メラに現れなかったことについて
パルデン・ドルジェは2009年11月18日から23日の間、ガディマイ・メラ（ガディマイ祭り）で祝福を行う予定だったが、何万もの動物を生け贄に捧げるというヒンドゥー教のヴェーダの祭りについて非難をしたため、安全性を理由に聖職者は彼にそのスペースを提供するのを嫌がり、取りやめになった。

## 一時的な静寂
2012年11月10日、ラム・バムジョンは一般名として、「マハ・サンボーディ・ダルマ・サンガ」を名乗り、どのような礼拝者も、未来を予知する訪問者なども、数ヶ月の間は受け付けないとした。

## 論争と犯罪容疑について
BBCは2010年7月22日に、地方の村民たちから身体的に暴行を受けた後、バムジョンが村民を叩いたことを認めた、とネパールの地方の新聞が書いた記事を引用した。
これらの主張によると、この出来事はバラ地区で起こり、17回もの通報が届き、警察による調査が介入した。
バムジョンは地元の何人かの人々は彼のプラットフォームによじ上り、彼を真似てからかったり、彼に対して乱暴な扱いをし、「それゆえに彼らを叩くことを強要された」と状況を示した。
新聞によると、彼らがよりひどい攻撃を受けたと主張した一方、バムジョンは2,3回彼らを叩いたと主張した。
バムジョンはこの口論の前に断食を継続していた。
あるスロバキア人の女性が3ヶ月間、バムジョンの信奉者に拘束され、2012年3月25日に解放された。
2018年9月には、僧院でボムジャン師にレイプされた尼僧が訴えたほか、数十人が暴行を受けたと主張している。また、2019年1月7日、カトマンズの警察当局は、信者数人が行方不明になったことをめぐり、バムジョンが取り調べを受けていると発表している。
2024年1月10日、未成年者への性的暴行容疑と、少なくとも4人の彼の帰依者の失踪（誘拐）に関与しているとして警察に逮捕された。同年6月25日、ネパールのサラヒ地方の裁判所はバムジョンに対して未成年者への性的虐待の容疑で有罪を宣告した。